# Здитово (Споровский сельсовет)
Здитово (бел. Здзі́тава) — деревня в Берёзовском районе Брестской области Беларуси. Входит в состав Споровского сельсовета.

## География
Деревня находится в центральной части Брестской области, на берегах реки Дорогобуж, к югу от озера Чёрного, к северо-западу от озера Споровского, на расстоянии приблизительно 21 километра (по прямой) к юго-востоку от города Берёза, административного центра района. Абсолютная высота — 145 метров над уровнем моря. Площадь населённого пункта — 5,4331 км².

## История
Впервые Здитов как город упоминается в 1005 году в «Уставной грамоте об основании Туровской епископии».
По состоянию на 1905 год, в Здитово проживал 981 человек. В административном отношении деревня входила в состав Песковской волости Слонимского уезда Гродненской губернии.

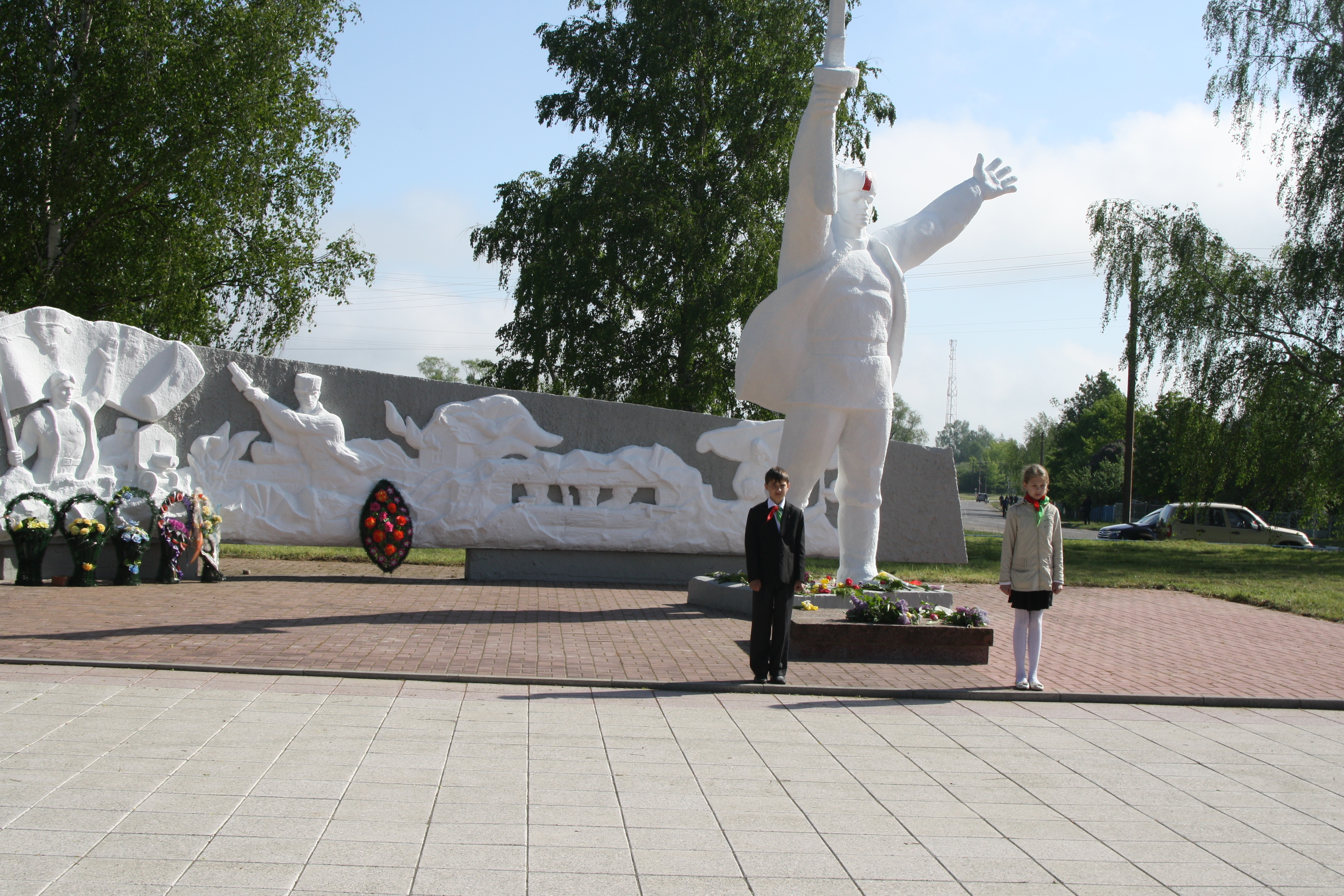
Мемориальный комплекс «Здитовская оборона»

Согласно Рижскому мирному договору (1921), деревня вошла в состав межвоенной Польши. Входила в состав гмины Пески Косовского повета Полесского воеводства Польши. В 1921 году числилось 960 жителей, проживавших в 189 домах. В этническом составе населения того периода поляки составляли 71 %, белорусы — 29 %. В конфессиональном составе населения преобладали православные христиане (99 %).

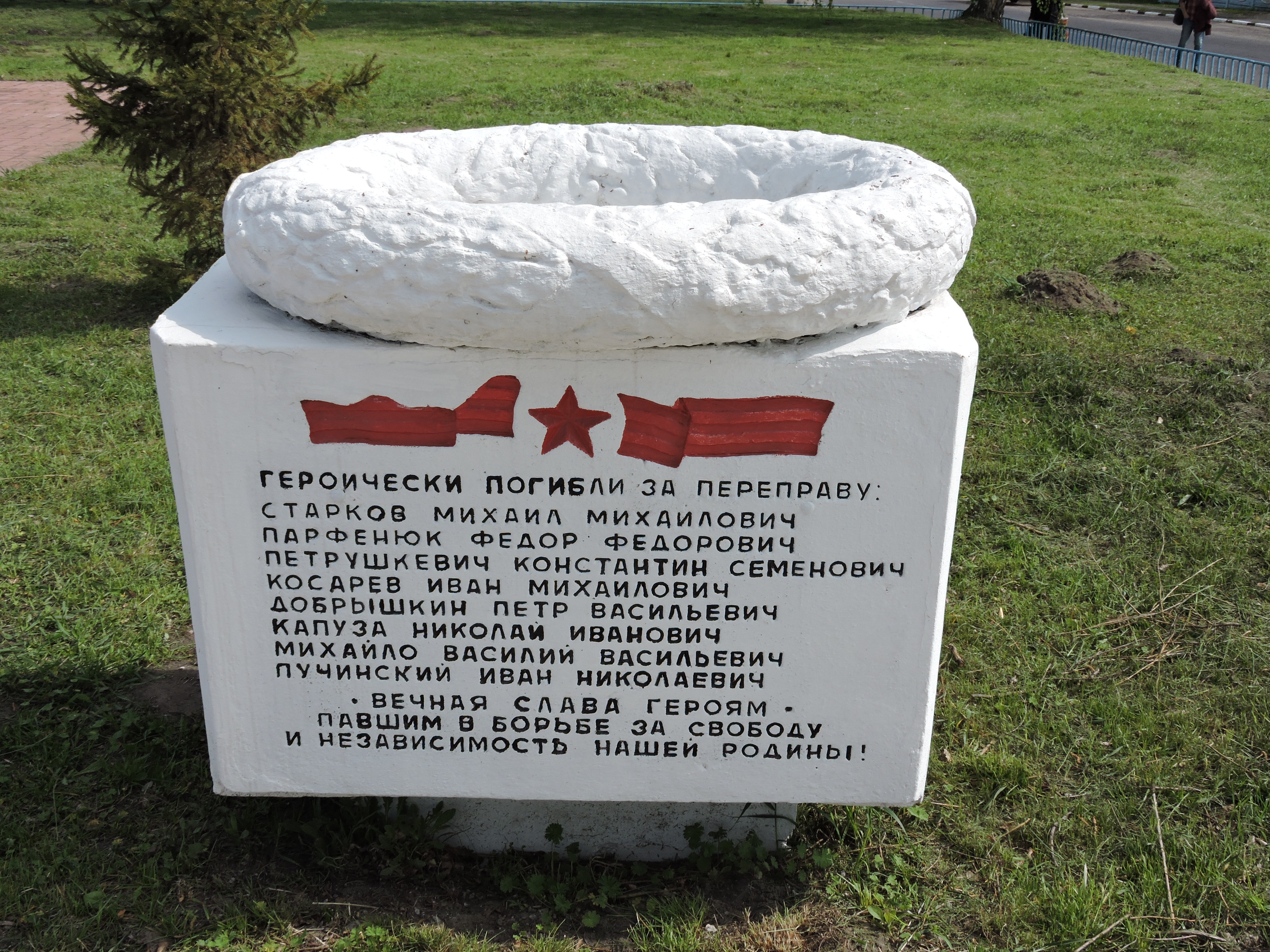
Мемориальный комплекс «Здитовская оборона»

С 1939 года вошла в состав БССР, с 1940 года деревня являлась центром Здитовского сельсовета.

## Население
По данным переписи 2019 года, в деревне проживало 629 человек.
| Год  | Население, человек |
| ---- | ------------------ |
| 1905 | 981                |
| 1921 | ↘ 960              |
| 2009 | ↘ 880              |
| 2019 | ↘ 629              |

## Культура
- Музей «Здитовский фольварк»

## Достопримечательность
- Мемориальный комплекс «Здитовская оборона» (1975) —  Историко-культурная ценность Республики Беларусь, шифр 113Д000141
- Церковь Рождества Пресвятой Богородицы (1990-е)[8].
- Археологическая стоянка Горбов-1, в 2 км на северо-восток от деревни, на южном берегу озера Черное, датируется эпохами неолита и бронзового века (5—2-е тыс. до н. э.), относится к неманской и тшинецкой культурам —  Историко-культурная ценность Республики Беларусь, шифр 113В000139. Обнаружил в 1910 году Е. Р. Романов, исследовал в 1964 году В. Ф. Исаенко.
- Археологическая стоянка Горбов-2 (5—2-е тыс. до н. э.), в 1 км на север от деревни, на левом берегу реки Дорогобуж, относится к периоду неолита —  Историко-культурная ценность Республики Беларусь, шифр 113В000140. Обнаружил и исследовал в 1964 году В. Ф. Исаенко.

### Утраченное наследие
- Церковь
- Усадьба